# Salomé (bande dessinée)
Pour les articles homonymes, voir Salomé.
Salomé  est une série de bande dessinée parue en 2005-2006 et comportant deux tomes  publiés chez Les Humanoïdes Associés.

## Auteurs
- Scénario : Éric Prungnaud
- Dessins : Giuseppe Palumbo

## Synopsis
Polar historique qui se déroule à Rome en 43 apr. J.-C.

## Albums
Parution chez Les Humanoïdes Associés dans la coll. « Dédales »
- La Noyée du Tibre (2005)
- Les Adorateurs de Ranactès (2006)[1]